# Ganglio sopraesofageo

Ganglio supraesofageo (5), Ganglio subesofageo (31)

Nel sistema nervoso degli insetti il ganglio sopraesofageo o cerebro o cervello, deriva dalla fusione dei gangli dei primi tre somiti cefalici e si posiziona dorsalmente rispetto allo stomodeo. Riceve ed elabora le informazioni dal primo, secondo e terzo metamero. Il ganglio sopraesofageo giace dorsale all'esofago e consiste di tre parti, ciascuno costituito da una coppia di gangli che possono essere più o meno pronunciati, ridotti o fusi a seconda del genere:
- Il protocerebrum o protocerebro, associato agli occhi (occhi composti e ocelli).[2] Direttamente associato agli occhi è il lobo ottico, come centro visivo del cervello.

- Il deuterocerebrum o deutocerebro,[3] elabora le informazioni sensoriali dalle antenne. Consiste di due parti, il lobo antennale che riceve gli assoni dei neuroni recettori olfattivi dall'antenna e il lobo dorsale che riceve neuroni recettori meccanosensoriali e gustativi dall'antenna. Il lobo dorsale contiene anche motoneuroni che controllano i muscoli antennali. I Chelicerati non possedendo antenne hanno un deutocerebro molto ridotto (o assente).

- Il tritocerebrum o tritocerebro, integra gli input sensoriali dalle precedenti due coppie di gangli. I lobi del tritocerebro si dividono per aggirare l'esofago e iniziare il ganglio subesofageo.

Il ganglio subesofageo continua il sistema nervoso e giace ventrale nell'esofago. Infine, i gangli segmentali del midollo ventrale si trovano in ogni segmento del corpo come un ganglio fuso e forniscono ai segmenti un certo controllo autonomo.

Rappresentazione schematica dell'apparato nervoso degli Insetti.
P: protocerebro;
D: deutocerebro;
T: tritocerebro;
G: gnatocerebro o ganglio sottoesofageo;
CV: catena gangliare ventrale.